# Clive Johnstone

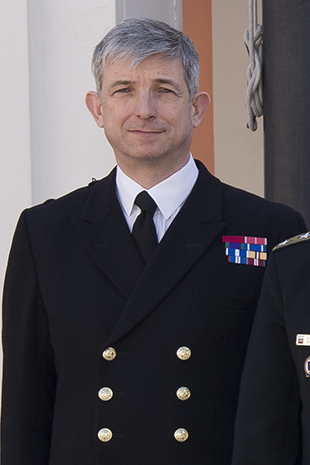
Clive Johnstone (2016)

Sir Clive Charles Carruthers Johnstone (* 6. September 1963; † 12. Mai 2024) war ein Vizeadmiral der Royal Navy.
Sein Bildungsweg führte durch die Shrewsbury School und die University of Durham, wo er Anthropologie studierte.
1985 ging er zur Royal Navy. Unter anderem diente er zwei Jahre auf der königlichen Yacht Britannia und nahm mit ihr an der Übergabe Hongkongs teil. Zwei weitere Jahre diente er auf der Invincible. 1999 wurde er Kommandant der Fregatte Iron Duke. 2005 wurde er Kommandant des Landungsschiffs Bulwark.
2008 wurde er Direktor für Personalstrategie und -führung im Marinestab im Verteidigungsministerium des Vereinigten Königreichs. Noch im selben Jahr wurde er Leitender Stabsoffizier beim Chef des britischen Verteidigungsstabes. 2011 wurde Johnstone zum Konteradmiral befördert und zum Flag Officer Sea Training (FOST), zugleich Abteilungsleiter Ausbildung der Royal Navy, ernannt. Im Mai 2013 wurde er stellvertretender Chef des Stabes im Marinestab. Von Oktober 2015 bis Mai 2019 war er als nunmehr Vizeadmiral Kommandeur des Allied Maritime Command. Von 2023 bis zu seinem Tod war er Präsident der Royal British Legion.
Ausgezeichnet wurde Johnstone mit dem Order of the Bath und dem Order of the British Empire.
Er war verheiratet und Vater zweier Töchter (* 1997 und * 1999).